# Potočna sretena
Potočna sretena (znanstveno ime Geum rivale) je cvetnica iz družine rožnic. Razširjena po vsej Evropi, z izjemo Sredozemlja, najdemo jo  tudi v  Srednji Aziji in Severni Ameriki. Razširjena je na močvirnih travnikih, v vlažnih gozdovih in na obrežjih. Uspeva na območjih s hladnejšo in vlažnejšo klimo in je indikator tal, bogatih s hranili. Cveti od maja do julija.
Cvetovi so kimasti - ima po pet čašnih in venčnih listov, ter veliko število prašnikov. Venčni listi so rumeni, čaša pa je rdečkasta. Ima pernato deljene liste z veliko končno krpo.
Oprašujejo jo predvsem čebele, v manjši meri pa tudi muhe in čmrlji. Plodovi imajo močno podaljšane vratove, na katerih so številne kaveljčaste dlačice, ki se oprimejo dlak živali.